# Teodoro Sampaio (São Paulo)
Teodoro Sampaio é um município brasileiro do estado de São Paulo. Localiza-se a uma latitude 22º31'57" sul e a uma longitude 52º10'03" oeste, estando a uma altitude de 321 metros. Sua população estimada em 2018 era de 23.019 pessoas, segundo o IBGE. O município é formado pela sede e pelo distrito de Planalto do Sul.

## História
Teodoro Sampaio ocupa terras que faziam parte da Fazenda Cuiabá. A escritura da fazenda é datada de 11 de janeiro de 1853, transcrita em 28 de junho de 1885, em Santa Cruz do Rio Pardo, no livro nº 04, folha 15, assim como as demais terras ocupadas no Pontal do Paranapanema, as da Fazenda Cuiabá também foram griladas. Nessa época todas as terras pertencentes a Alta Sorocabana até o espigão do Rio do Peixe, pertenciam à Comarca de Santa Cruz do Rio Pardo.
A sede da Fazenda Cuiabá ficava no local onde hoje se localiza Cuiabá Paulista, distrito do município de Mirante do Paranapanema. Após sucessivas vendas, a fazenda foi dividida em três quinhões, conforme decisão judicial processada pelo Juiz de Direito de Presidente Prudente, transcrita e julgada em 20 de maio de 1925, folha nº 25, livro 3-A, no Registro Imobiliário de Presidente Prudente.
A Fazenda Cuiabá ficou assim constituída:
- 1º quinhão: 19.840 alqueires, pertencentes ao Sr. Cândido Alves Teixeira.
- 2º quinhão: 7.016 alqueires, pertencentes ao Dr. Pedro Soares Sampaio Dória.
- 3º quinhão: 1.484,6 alqueires, pertencentes ao Sr. Sebastião Teixeira Coelho.

Parte do primeiro quinhão, 1.200 alqueires, foi adquirido em 9 de agosto de 1949, pelo Coronel José Pires de Andrade que, em junho de 1949, veio ver as terras da Fazenda Cuiabá com uma comitiva formada pelos seus filhos, o advogado Adriano Pires de Andrade e José Miguel de Castro Andrade, mais o Sr. Odilon Ferreira, o Engº José Hausner Filho, o advogado Alfeu Marinho, Tomaz Alcade e Gabriel Galia.
Depois da aquisição de parte da Fazenda Cuiabá, o Coronel Pires parou com as atividades na região, aguardando o término de diversas ações judiciais em pendência, inclusive ação discriminatória, pois na época, surgiram várias pessoas dizendo ser portadoras de títulos de propriedade sobre as terras da Fazenda Cuiabá, entre eles o Sr. Labieno da Costa Machado, fundador de Garça e também de Costa Machado, distrito do município de Mirante do Paranapanema.
Após o término do julgamento de todas as ações, o Coronel Pires vende, em 30 de abril de 1951, os 1.200 alqueires da Fazenda Cuiabá, à "Organização Colonizadora Engenheiro Theodoro Sampaio S/C", firma fundada em 18 de outubro de 1950, na cidade de Marília, por José Miguel de Castro Andrade e Odilon Ferreira. O nome da firma colonizadora foi uma homenagem ao ilustre Engenheiro baiano Teodoro Fernandes Sampaio.
José Miguel de Castro Andrade (popularmente conhecido por Pires) e Odilon Ferreira, responsáveis pela colonização de 1.200 alqueires na Fazenda Cuiabá, vieram de Marília, onde durante muitos anos se dedicaram ao cultivo do café. Odilon Ferreira foi administrador de uma fazenda do Coronel Pires, em Marília.
Em 1951, a Colonizadora estava assim constituída:
- Sócios Proprietários: José Miguel de Castro Andrade e Odilon Ferreira.
- Administradores Gerais: Gedeão Soares Cavalcante (Chefe de Escritório), Walter Ventura Ferreira (popular Clarindo), Alfredo Andreotti e José Barreto Filho (Corretores).
- Agrimensores: Benício Almeida Mendonça (Chefe), Manoel Camargo e Teófilo Silveira Mendonça.

Dentro da área adquirida foi idealizado a formação de um patrimônio. Em 7 de Janeiro de 1952, José Miguel Castro de Andrade e Odilon Ferreira, fundam o povoado de Theodoro Sampaio. Na época da fundação, o Governador do Estado era o Sr. Lucas Nogueira Garcez.
Francisco Frutuoso de Oliveira, mais conhecido por "Chico Picadeiro", foi quem iniciou a abertura de picadas para a construção de estradas e ampliação do povoado.
Dos pioneiros de Teodoro Sampaio, cabe ressaltar os nomes de Clemente Pinheiro Bispo, Evaristo Nunes Pereira Filho, José Amador, Eduardo Ulloffo, Clodomiro Troiani, João Toeska, José Maria Lopes, Sebastião Furlan, Lindolfo Sabino, José Pereira, Manoel José Dias, José Maria Moraes,Toshiyshiro Ginoza, Takeoshi Mizutani, Manoel Dionízio da Silva Neto e as famílias Fogaroli,Scapin e Costa.
Com o trabalho de todos, despontava um núcleo habitacional que logo foi elevado a distrito pela Lei nº 5.285, e instalado em 3 de abril de 1960, quando foi instalado também o Cartório de Registro Civil, tendo como seu primeiro tabelião, o Sr. Jordão Bruno D'Incao.
Crescia a cidade e com ela o desejo de uma rápida emancipação político-administrativa. Em 28 de fevereiro de 1964, a Lei nº 8.092 criava o município de Teodoro Sampaio, desmembrando-se do município de Marabá Paulista. O Governador do Estado na época, era o Sr. Adhemar Pereira de Barros.
Em 7 de setembro de 1964 chega o primeiro trem à Teodoro Sampaio vindo de Presidente Prudente, através do ramal de Dourados.
A primeira eleição para prefeito e vereadores do município ocorreu em 15 de novembro de 1964, sendo eleitos o Prefeito José Natalício dos Santos (popular Natal) e o Vice-Prefeito Pedro Ginez Abellan. A posse da 1ª Câmara Municipal ocorreu em 21 de março de 1965, data esta em que se comemora a emancipação político-administrativa do município de Teodoro Sampaio. O município de Teodoro Sampaio foi elevado à categoria de "comarca" pela Lei Estadual nº 3.396, de 16 de junho de 1982, tendo sido instalada em 14 de janeiro de 1983.
Com 2.879,8 km², Teodoro Sampaio era o maior município do Estado de São Paulo em extensão territorial e estava assim constituído: Teodoro Sampaio (Sede), Rosana, Porto Primavera, Euclides da Cunha Paulista, Planalto do Sul (Distritos) e Santa Rita do Pontal (Bairro rural).
Planalto do Sul pertencia ao município de Marabá Paulista, por ser muito distante da sede, a população através de um plebiscito, em 1965, votou para que o então bairro rural de Planalto do Sul passasse pertencer à Teodoro Sampaio, cuja distância era menor, 30 km. Em 27 de dezembro de 1985, é criado o distrito de Planalto do Sul, pela Lei Municipal nº 4.954, de iniciativa do vereador Flauzilino Araújo dos Santos.
O distrito de Rosana foi criado em 31 de dezembro de 1963, pela Lei nº 8.050, com território pertencente ao município de Presidente Epitácio. Em 27 de Janeiro de 1966, ocorre a instalação do distrito e, através de um plebiscito, o distrito de Rosana passa a pertencer ao município de Teodoro Sampaio. O distrito de Euclides da Cunha Paulista foi criado em 23 de dezembro de 1981, Lei nº 3.198.
Em 5 de novembro de 1989, realizaram-se os plebiscitos sobre a emancipação dos distritos de Rosana e de Euclides da Cunha Paulista. 96% dos eleitores de Rosana, e 94% de Euclides da Cunha Paulista, votaram a favor da emancipação. Os municípios de Rosana e Euclides da Cunha Paulista foram criados através da Lei nº 6.645, de 9 de Janeiro de 1990, sancionada pelo Governador Orestes Quércia. A instalação dos novos municípios ocorre em 1º de Janeiro de 1993, com a posse dos Prefeitos Jurandir Pinheiro, em Rosana, e José Carlos Mendes, em Euclides da Cunha Paulista. E o também distrito Porto Primavera passa a pertencer a Rosana.
O município de Rosana ficou com uma área de 740,6 km², e o de Euclides da Cunha Paulista com 578,6 km².
Com o desmembramento, o município de Teodoro Sampaio ficou com a seguinte formação: Teodoro Sampaio (Sede), distrito de Planalto do Sul e as glebas Água Sumida e Ribeirão Bonito.
Nos últimos anos, o município ficou conhecido por ser o epicentro de conflitos de terras no Pontal do Paranapanema, onde o MST reivindica o uso destas para reforma agrária, alegando que os títulos de posse dos proprietários são falsos e frutos de grilagem.
O município de Teodoro Sampaio possui em seu território o Parque Estadual do Morro do Diabo, um dos últimos remanescentes de Mata Atlântica do Estado de São Paulo, local de habitat do Mico Leão Preto, espécie ameaçada de extinção.

## Geografia

### Municípios limítrofes
Os limites do município são com os municípios de: Anaurilândia, Euclides da Cunha Paulista, Inajá, Jardim Olinda, Marabá Paulista, Mirante do Paranapanema, Paranapoema, Presidente Epitácio, Rosana, Santo Antônio do Caiuá e Terra Rica.

### Hidrografia
- Rio Paraná
- Rio Paranapanema
- Ribeirão Cuiabá
- Ribeirão da Lagoa ou Água Sumida
- Ribeirão das Pedras
- Ribeirão Laranja-Azeda
- Ribeirão Laranjeira

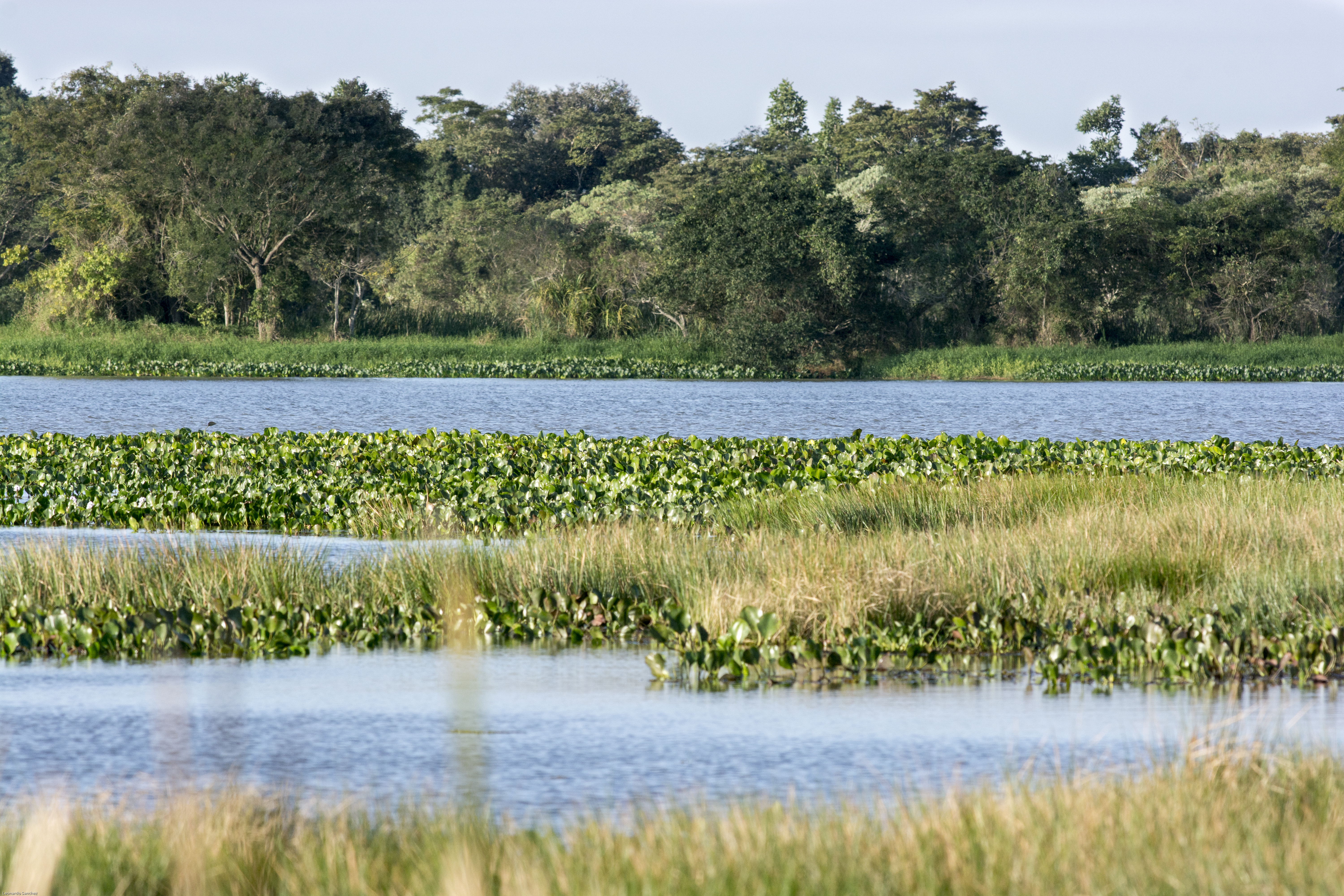
Trecho do Rio Paranapanema em Teodoro Sampaio.

- Ribeirão Cachoeira do Estreito ou Bonito
- Ribeirão do Engano
- Córrego da Areia Branca
- Córrego Guaná
- Córrego Águas Claras
- Córrego Seco
- Córrego Cana Brava ou Criciúma
- Córrego São Carlos
- Córrego Sete de setembro
- Córrego do Sapé ou do Diabo
- Córrego do Evaristo ou da Estação

### Subdivisões
Teodoro Sampaio é composto pela sede que leva o nome do município e pelo Distrito de Planalto do Sul. O município conta também com 20 assentamentos rurais.
Bairros
Teodoro Sampaio possui 15 bairros:
- Centro.
- Conjunto Habitacional Deputado Ulysses Guimarães.
- Conjunto Habitacional Jorge Dib Abrahão.
- Córrego Seco (rural).
- Distrito Industrial.
- Jardim Esplanada.
- Jardim Nova Teodoro.
- Jardim Paulista.
- Residencial Baobá.
- Residencial Recanto das Araras.
- Residencial Vitória.
- Vila Furlan.
- Vila Minas Gerais.
- Vila Nazaré.
- Vila Nova.
- Vila São Paulo.

Assentamentos
| N.º | Assentamento                   | Área total (ha) | Implantação |
| 1   | Córrego Azul                   | 226,71          | nov/97      |
| 2   | Água Branca I                  | 629,88          | out/98      |
| 3   | Alcídia da Gata                | 458,55          | out/98      |
| 4   | Cachoeira do Estreito          | 490,47          | nov/97      |
| 5   | Fusquinha                      | 1.081,77        | set/03      |
| 6   | Haidéia                        | 868,26          | nov/97      |
| 7   | Laudenor de Souza              | 1.541,01        | set/97      |
| 8   | Padre Josimo                   | 2.290,19        | jul/03      |
| 9   | Santa Cruz da Alcídia          | 704,75          | jan/00      |
| 10  | Santa Edwiges                  | 691,99          | set/03      |
| 11  | Santa Rita da Serra            | 837,43          | nov/97      |
| 12  | Santa Terezinha da Água Sumida | 1.345,82        | jul/99      |
| 13  | Santa Terezinha da Alcídia     | 1.345,83        | out/98      |
| 14  | Santa Vitória                  | 492,61          | nov/97      |
| 15  | Santa Zélia                    | 2.730,35        | mar/99      |
| 16  | Santo Antonio Coqueiros        | 367,09          | nov/97      |
| 17  | Santo Expedito                 | 662,85          | nov/09      |
| 18  | Vale Verde                     | 1.010,75        | nov/97      |
| 19  | Vô Tonico                      | 550,77          | out/98      |
| 20  | Zilda Arns                     | 679,75          | jun/11      |

## Demografia

### População
| Crescimento populacional                             | Crescimento populacional | Crescimento populacional | Crescimento populacional |
| Ano                                                  | População Total          |                          | %±                       |
| ---------------------------------------------------- | ------------------------ | ------------------------ | ------------------------ |
| 1970                                                 | 26 114                   |                          | —                        |
| 1980                                                 | 26 329                   |                          | 0,8%                     |
| 1991                                                 | 49 236                   |                          | 87,0%                    |
| 2000                                                 | 20 003                   |                          | −59,4%                   |
| 2010                                                 | 21 386                   |                          | 6,9%                     |
| 2022                                                 | 22 173                   |                          | 3,7%                     |
| Est. 2024                                            | 22 559                   | [ 8 ]                    | 1,7%                     |
| Fontes: Censos Demográficos IBGE e Estimativas SEADE |                          |                          |                          |

## Política e administração

### Poder Executivo
O poder executivo do município de Teodoro Sampaio é representado pelo prefeito, auxiliado pelo seu gabinete de secretários. O primeiro prefeito municipal foi José Natalício dos Santos, filiado ao Partido Social Democrático (PSD), que exerceu suas funções entre março de 1965 até janeiro de 1969. O atual prefeito, eleito nas eleições municipais de 2024, é Claudio Evangelista da Silva Junior, popularmente conhecido como Juninho Poceiro, eleito pelo partido União Brasil, com 59,18% dos votos válidos, tendo como vice-prefeito Paulo Cesar Ramos Gonçalves, do partido Republicanos. O Paço Municipal "Prefeito José Natalício dos Santos" situa-se na Praça Antonio Evangelista da Silva, n° 1544, Centro.

### Poder Legislativo
O poder legislativo é constituído pela Câmara Municipal, composta por onze vereadores eleitos para mandatos de quatro anos. Na atual legislatura, iniciada em 2024, é formada por quatro cadeiras do Partido Social Democrático (PSD), três do União Brasil (UNIÃO), duas do Republicanos e uma de cada para os partidos Movimento Democrático Brasileiro (MDB) e Partido da Social Democracia Brasileira (PSDB).
Cabe à casa elaborar e votar leis fundamentais à administração e ao Executivo, especialmente o orçamento municipal (conhecido como Lei de Diretrizes Orçamentárias). O atual presidente da Câmara Municipal é o vereador Pedro Caminhoto Neto (UNIÃO) eleito por seus pares para presidir a mesa diretora para o biênio 2025/2026. A sede do legislativo teodorense é no Palácio 19 de Novembro "Casa do Povo", Alameda Coronel Pires, n.° 2147, Jardim Esplanada.

### Poder Judiciário
Teodoro Sampaio abriga uma comarca de primeira entrância do Poder Judiciário Estadual e uma vara do Tribunal Regional do Trabalho da 15ª Região. De acordo com o Tribunal Superior Eleitoral, o município possuía, em novembro de 2020, 18.122 eleitores, o que representa 0,052% do total de eleitores do estado de São Paulo. O município possui o Fórum Desembargador José de Castro Duarte, Avenida Manoel Guirado Segura, n.° 2080, Vila Furlan, para os assuntos Cíveis e Criminais e também a Vara do Trabalho de Teodoro Sampaio Juiz Antônio Mazzuca, Rua Alberto Amador, n° 774, Vila São Paulo.

## Infraestrutura

### Educação

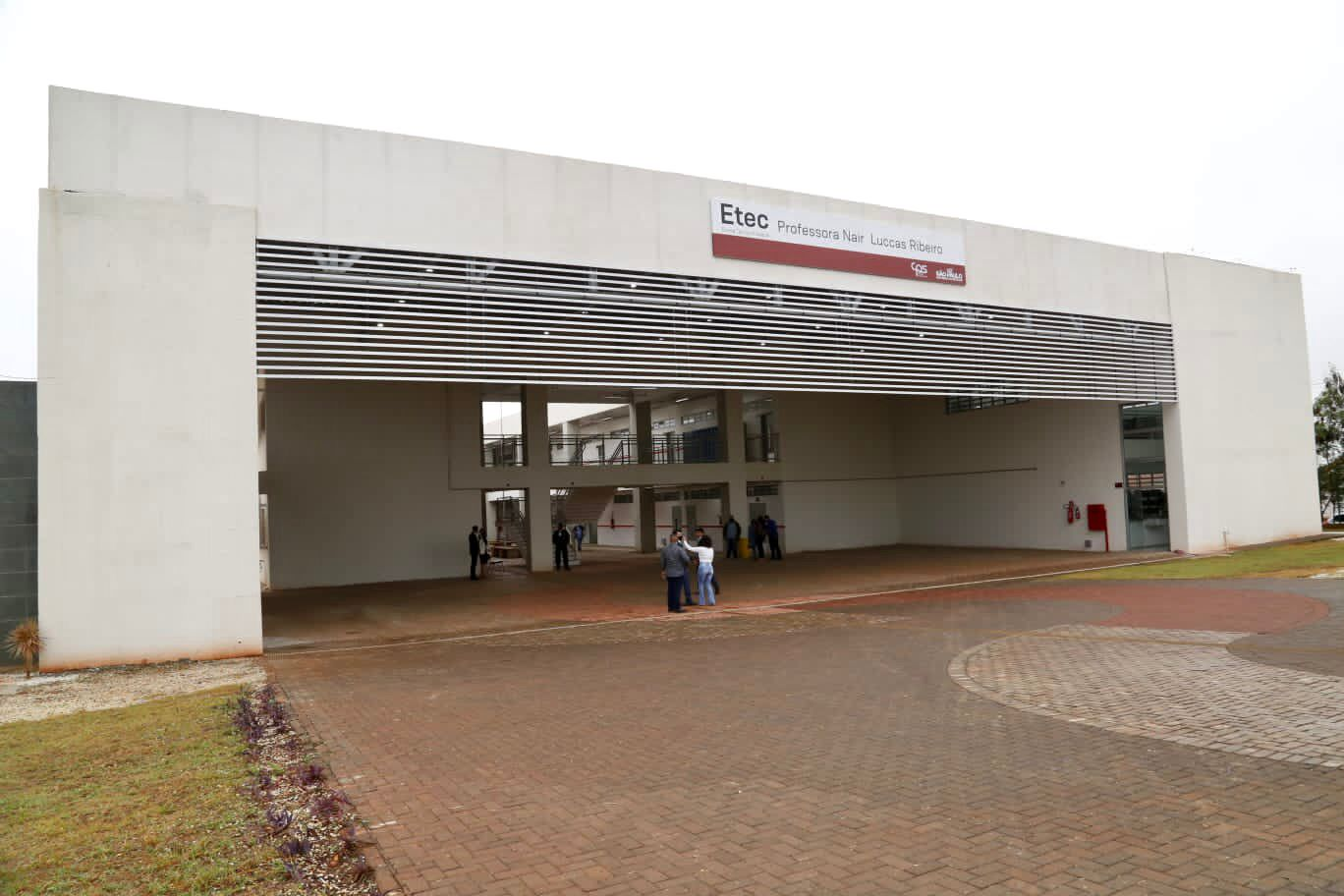
Inauguração da nova sede da ETEC em Teodoro Sampaio.

A Secretaria de Educação atua na gestão da Rede Municipal de Ensino, em consonância com as políticas e planos educacionais da União e do Estado; gerencia as escolas, creches e outras unidades de ensino municipais; controla a alimentação e o transporte escolar, bem como as atividades relativas à cultura.
Instituições públicas de Ensino Infantil
- Centro Social Nossa Senhora Aparecida. Rua Odilon Ferreira, n.° 871, Centro.
- Creche Ademia Rodrigues Lima. Rua Benedito Batista, n.° 1335, Jardim Esplanada.
- Creche Alzira Alves Pires. Rua C, n.º 241, Conjunto Habitacional Deputado Ulysses Guimarães.
- Creche Maria José Oliveira Paixão. Alameda Hagemu Shibata, n.º 724, Vila Nova.
- Creche Maria Rodrigues. Rua Jovelino Mineiro, n.º 294, Distrito de Planalto do Sul.
- Creche Monsenhor Jésus Pereira dos Anjos. Alameda Trifon Infante Algarin, n.º 1772, Vila Furlan.
- Creche Professora Aparecida Maria de Souza. Rua Eduardo Uloffo, n.º 696, Vila São Paulo.
- Creche Professora Maria Lúcia Garcia dos Santos. Rua Antonio Duveza, n.º 1748, Vila Furlan.
- EMEI José Amador (Osvaldo Pereira Primo). Rua Sebastiana Camilo do Nascimento, n.º 1256, Vila Minas Gerais.

Instituições públicas de Ensino Infantil e Fundamental
- EMEIF Romualdo Fink Andrade. Avenida Manoel Guirado Segura, n.° 1950, Vila Furlan.

Instituições públicas de Ensino Fundamental
- EMEF Pedro Caminoto. Rua Professora Aparecida Maria de Souza, n.° 1700, Vila Furlan.
- EMEF Prefeito Paulo Alves Pires (Projeto Educar). Avenida João Alves de Moraes, n.° 1759, Vila Furlan.

Instituições públicas de Ensino Fundamental e Médio
- EE Antonia Binato Silva (Vó Nina). Fazenda Alcídia, s/n.º, Destilaria Alcídia, Zona Rural.
- EE Arthur Ribeiro. Rua Maria Ribeiro Lopes, n.° 815, Vila Furlan.
- EE Assentamento Santa Zélia. Assentamento Santa Zélia, s/n.º, Zona Rural.
- EE João da Cruz Mellão. Rua Francisco Alves de Lima, n.º 69, Distrito de Planalto do Sul.
- EE Professor Francisco Ferreira de Souza. Assentamento Ribeirão Bonito, s/n.º, Zona Rural.
- EE Professora Romilda Lazara Pillon dos Santos. Assentamento Água Sumida, s/n.º, Zona Rural.
- EE Salvador Moreno Munhoz. Rua Carlos Herling, n.° 1636, Centro.

Instituições públicas de Ensino Médio, Técnico e Técnico integrado ao Médio (ETIM)
- ETEC Professora Nair Luccas Ribeiro. Rua Pará, n.° 506, Jardim Esplanada.

Instituições privadas de Ensino Infantil, Fundamental e Médio
- Colégio Novo Millenium. Rua Ricardo Fogarolli, n.° 440, Vila São Paulo.
- Colégio Objetivo Inovar. Rua Eduardo Uloffo, n.° 375, Centro.

Instituições públicas de Ensino Superior
- Universidade Virtual do Estado de São Paulo (UNIVESP) Polo Teodoro Sampaio. Rua José Miguel de Castro Andrade, n.º 916, Centro (EAD).

Instituições privadas de ensino superior (graduação e pós graduação)
- Centro Universitário Ingá (UNINGÁ) Polo Teodoro Sampaio. Avenida Cuiabá, n.° 1851, Centro (EAD).
- União Nacional das Instituições de Ensino Superior Privadas (UNIESP) Faculdade de Teodoro Sampaio. Avenida Manoel Guirado Segura, n.° 1898, Vila Furlan.
- Universidade Cesumar (UniCesumar) Polo Teodoro Sampaio - Colégio Novo Millenium. Rua Ricardo Fogarolli, n.° 440, Vila São Paulo (EAD).

### Saúde
A Secretaria de Saúde visa planejar, organizar, controlar e avaliar as ações do município, organizando o SUS no âmbito municipal. Viabilizar o desenvolvimento de ações de Saúde através de unidades estatais ou privadas, priorizando as entidades filantrópicas. Participar na constituição do SUS, de forma integrada e harmônica com os demais sistemas municipais.
Centro de Saúde
- Centro de Saúde Walter Ventura Ferreira. Rua José Miguel de Castro Andrade, n.º 1186, Centro.

Estratégia de Saúde da Família (ESF's)
- ESF 1 Rita Aparecida Martins. Rua José Francisco Gomes "Quincas", n.º 39, Conjunto Habitacional Deputado Ulysses Guimarães.
- ESF 2 Domingos Ginez Gonçalves. Rua Luzia Ricardo da Fonseca Sabino, n.º 2202, Jardim Esplanada.
- ESF 3 Manoel Chaves Filho. Rua Joaquim Alves Ferreira, n.º 407, Distrito de Planalto do Sul.
- ESF 4 Aparecido Corrêa. Assentamento Ribeirão Bonito, Zona Rural.
- ESF 5 Honorina Brito Feliciano. Rua Sebastiana Camilo do Nascimento, n.º 1082, Vila Minas Gerais.
- ESF 6 Nair Steter Amador. Rua José Morais, n.º 1432, Centro.
- ESF 7 Maria Vicente Lima. Estrada de Acesso Destilaria Alcídia, km n.º 22, Assentamento Alcídia da Gata.
- ESF 8 Vanessa Neves de Almeida. Assentamento Água Sumida, Zona Rural.
- ESF 9 Aparecido Scapin. Avenida João Alves de Moraes, n.º 1651, Vila Furlan.

Hospital
- Hospital Regional de Teodoro Sampaio (Associação Filantrópica de Teodoro Sampaio). Alameda Trifon Infante Algarin, nº 1430, Centro.

Vigilância Sanitária
- Divisão de Vigilância Sanitária. Avenida Manoel Guirado Segura, n.º 1899, Vila Furlan.

### Serviços e comunicações
Abastecimento e saneamento
O serviço de abastecimento de água e coleta de esgoto de Teodoro Sampaio é feito pela Companhia de Saneamento Básico do Estado de São Paulo (Sabesp). A Sabesp assumiu os serviços de água e esgotos em junho de 1977.
O município é abastecido por três poços profundos com capacidade total de 69,4 litros por segundo. O nível de atendimento do abastecimento é de 99,80%
O esgoto é processado em lagoas de tratamento com capacidade total de 23,6 litros por segundo. O nível de atendimento do esgoto sanitário é de 96,12%.
A coleta e destinação do lixo é realizado pelo próprio município, por intermédio da Secretaria Municipal de Limpeza Pública e Meio Ambiente. O nível de atendimento da coleta de lixo é de 99,89%.
Energia elétrica
O fornecimento de energia elétrica é realizado pela Elektro.
O consumo total foi de 34.912 MWh, conforme dados do Seade (2019). As residências utilizaram-se de 15.845 MWh, seguido do comércio e serviços com 7.219 MWh, a iluminação pública necessitou de 4.572 MWh, a demanda rural foi de 4.537 MWh e a indústria 2.739 MWh .
Postal
Existe uma agência da Empresa Brasileira de Correios e Telégrafos na sede do município (Teodoro Sampaio) e um posto (AGC) no Distrito de Planalto do Sul.
Rádios
- Rádio Kerigma FM 87,9 MHz.
- Rádio Social FM 87,9 MHz (Distrito de Planalto do Sul).

Retransmissoras de televisão
- RecordTV Rio Preto, canal 7.1 (RecordTV).
- Rede Vida, canal 16.1.
- Rede Vida Educação, canal 16.2.
- Rede Vida Educação 2, canal 16.3.
- TV Bandeirantes Paulista, canal 20.1 (Rede Bandeirantes).
- TV Cultura, canal 22.1.
- Univesp TV, canal 22.2.
- TV Cultura Educação, canal 22.3.
- SBT, canal 28.1.
- TV Fronteira, canal 31.1 (Rede Globo).
- CNT, canal 49.1.

Telefonia
O sistema de telefones automáticos foi inaugurado na cidade em 1974 pela Telecomunicações de São Paulo (TELESP), que também implantou o sistema de discagem direta à distância (DDD) em 1979 com o código de área (0182). Anteriormente a cidade era atendida pela Empresa Telefônica Paulista.
Na década de 90 o código DDD da cidade foi alterado para (018), para padronização do sistema telefônico com a telefonia celular que estava sendo implantada em todo o estado.

### Segurança pública
Corpo de Bombeiros

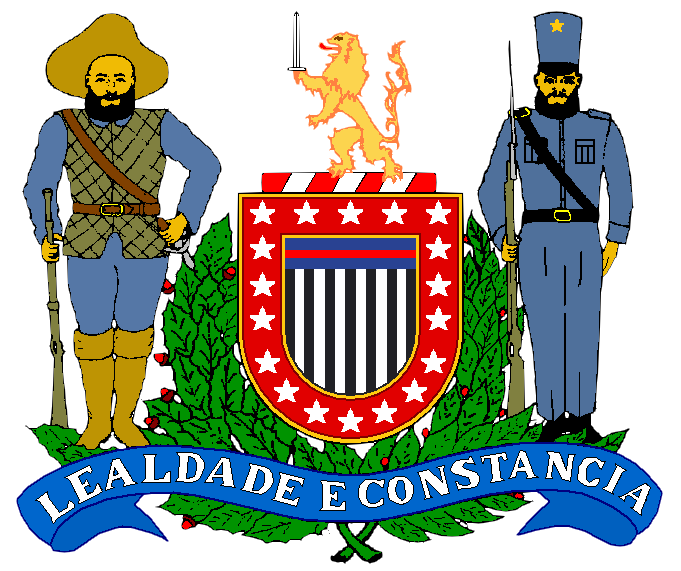
Brasão da PMSP.

Situa-se no município a 2ª Estação de Bombeiros do Corpo de Bombeiros, vinculado ao 14º Grupamento de Bombeiros de Presidente Prudente.
Polícia Ambiental
Localiza-se no município o 3º Pel (Pelotão) da 3ª Cia (Companhia) da Polícia Ambiental, subordinado ao 2º BPAmb de Birigui.
Polícia Civil
O município possui uma delegacia de Polícia Civil, subordinada a Seccional de Presidente Venceslau, vinculada ao Deinter 8 (Presidente Prudente).
Polícia Militar
O município dispõe da 3ª Cia (Companhia) da Polícia Militar, subordinado ao 42º BPM/I de Presidente Venceslau. É sediado também no município o 1º Pel (Pelotão) da 3ª Cia PM.

### Transportes
Aéreo
Existia um aeroporto asfaltado inserido no Parque Estadual Morro do Diabo que foi desativado.
Ferroviário
Em 1961 foi inaugurada a estação do Ramal de Dourados, da Estrada de Ferro Sorocabana, atendendo o transporte de cargas (principalmente madeira) e passageiros. Encontra-se desativado.
Hidroviário
Foi bastante utilizado anteriormente, sendo praticamente seu uso atual para recreação e pesca.
Rodoviário
O terminal rodoviário de passageiros "Ester Uatfa Mussi Jorge" serve o município com linhas regulares para as principais cidades do Estado e do Brasil. A empresa que serve a cidade é a Empresa de Transportes Andorinha.

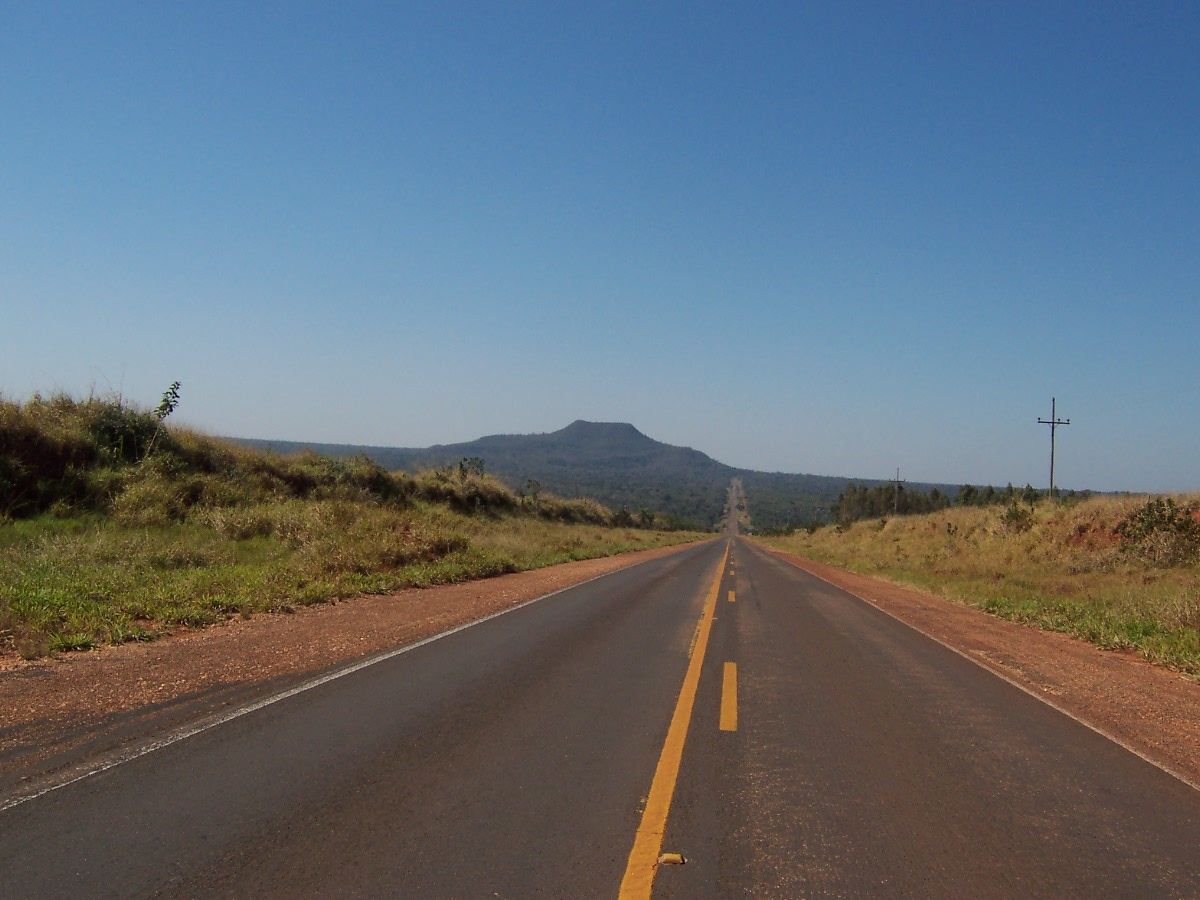
Trecho da SP-613.

O município possui acesso à SP-563 - Rodovia General Euclides de Oliveira Figueiredo, ligando Teodoro Sampaio até Andradina e também à SP-613 - Rodovia Arlindo Bettio, que liga Teodoro Sampaio até Rosana.
Dentro do território de Teodoro Sampaio localiza-se seis rodovias vicinais, sendo elas:
- SPV-23. Faz a ligação entre a SPV-24 Júlio Cesar de Sampaio Siqueira e a SPV-31 Avelino Francisco de Bastos. É pavimentada e possui aproximadamente 9,5 km de extensão.
- SPV-24 Júlio Cesar de Sampaio Siqueira. Faz a ligação entre a Rodovia Arlindo Bettio e a Destilaria Alcídia. É pavimentada e possui aproximadamente 25,4 km de extensão. A sua denominação atual foi projeto do vereador Ailton Cesar Herling e sancionado pelo prefeito à época, o Sr. José Ademir Infante Gutierrez, mediante a Lei Municipal n.º 1738/2011.
- SPV-26. Faz a ligação entre a SPV-23 e a SPV-34.
- SPV-28 Rubens Carlos Herling. Faz a ligação entre a sede do município (Teodoro Sampaio) e o bairro rural Córrego Seco e o Parque Estadual Morro do Diabo (sede). É pavimentada e possui aproximadamente 9 km de extensão. A sua denominação atual foi projeto do vereador Valdomiro Duveza e sancionado pelo prefeito à época, o Sr. Paulo Alves Pires, mediante a Lei Municipal n.º 1372/2004.
- SPV-31 Avelino Francisco de Bastos. Faz a ligação entre a sede do município (Teodoro Sampaio) e o Distrito de Planalto do Sul. É pavimentada e possui aproximadamente 28,7 km de extensão. A sua denominação atual foi projeto do vereador Ailton Cesar Herling e sancionado pelo prefeito à época, o Sr. José Ademir Infante Gutierrez, mediante a Lei Municipal n.º 1743/2011.
- SPV-35. Faz a ligação entre o Distrito de Planalto do Sul e Presidente Epitácio. É pavimentada e possui aproximadamente 74,6 km de extensão.

## Cultura e lazer

### Homenagem à cidade
A cidade foi homenageada pela dupla sertaneja brasileira Teodoro & Sampaio, formada pelos cantores Aldair Teodoro da Silva, o Teodoro, e Gentil Aparecido da Silva, o Sampaio

### Turismo
A cidade tem um grande potencial turístico, com grandes pontos de belezas naturais que o turista pode desfrutar como os dois grandes rios que banham a cidade, o Paraná e o Paranapanema, onde é possível ver um belo pôr-do-sol com a revoada das garças. E claro, pode conhecer também o famoso Parque Estadual do Morro do Diabo.
Parque Estadual do Morro do Diabo

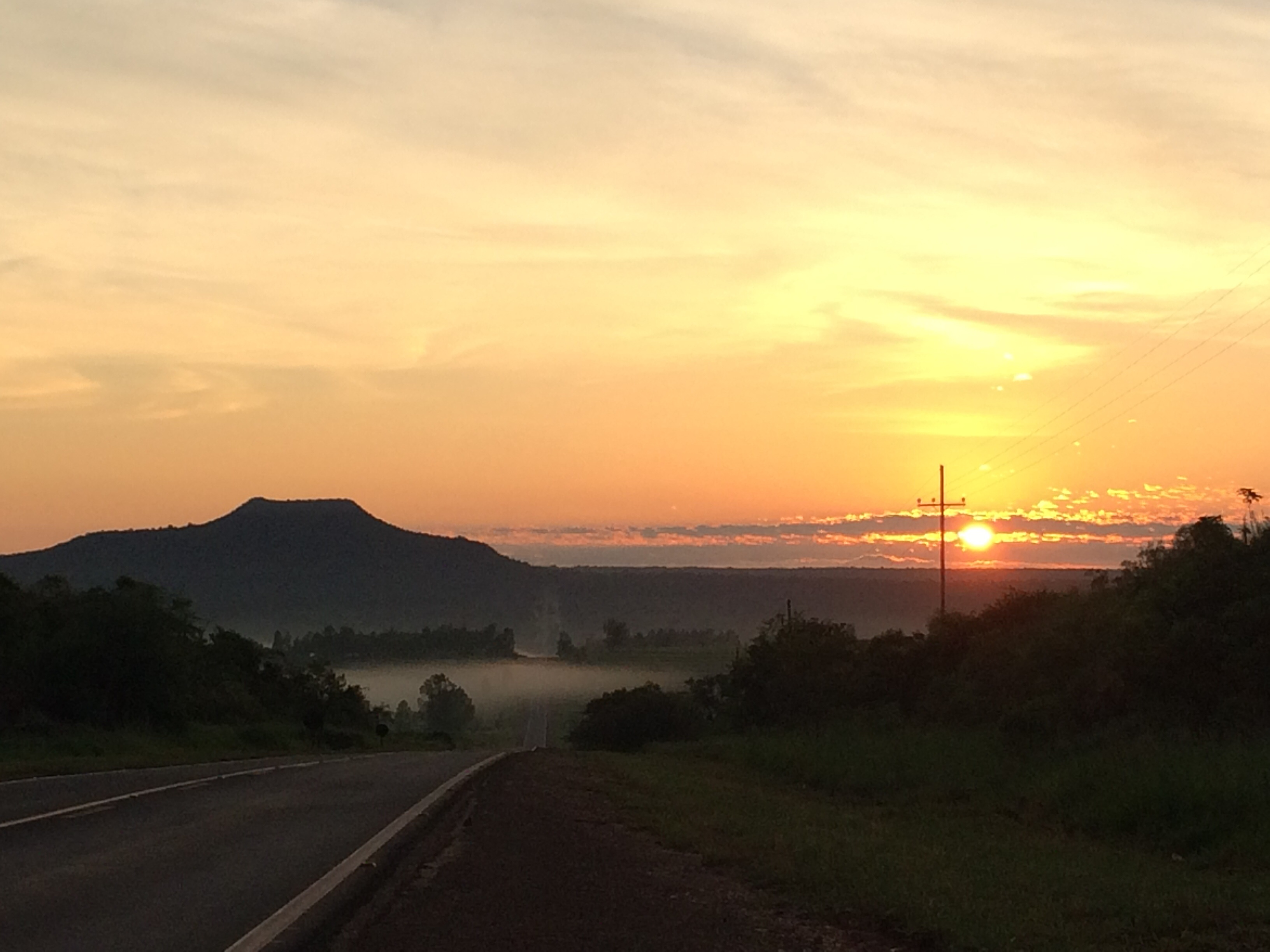
Nascer do sol no Parque.

O carro-chefe do turismo teodorense. É uma unidade de conservação com uma área de 33.845,33 ha, preservando uma das últimas áreas de floresta de planalto do país (Mata Atlântica), com ecossistemas ainda originais da região.

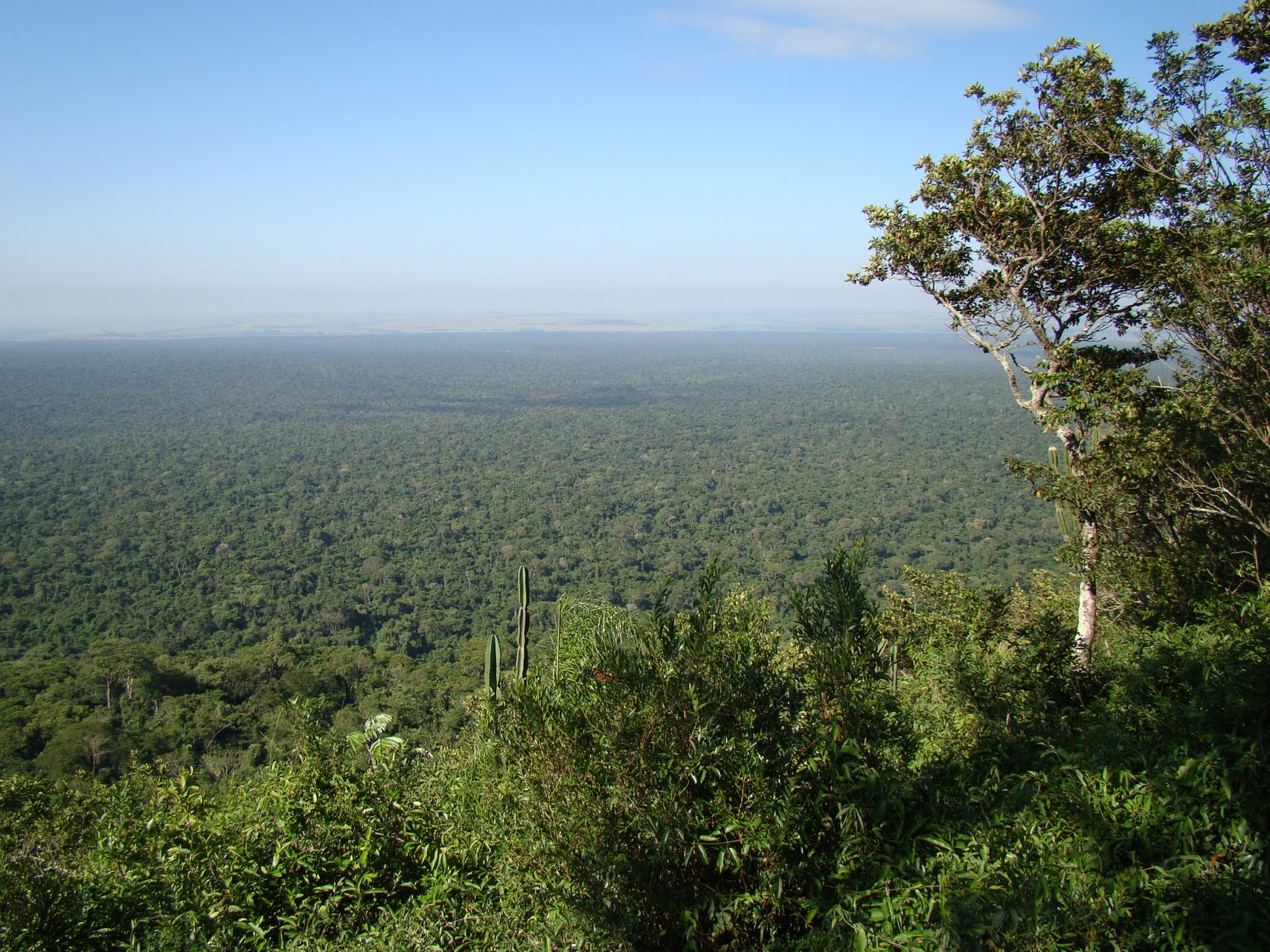
Vista do Parque.

A fauna do parque é também uma das mais bem conservadas de todo o oeste paulista encontrando-se espécies de médio e grandes mamíferos quase extintas nessa região do Brasil como a anta, onça-pintada, a onça-parda, o caititu. O mico-leão-preto, é a espécie mais característica do Parque, sendo um dos primatas mais ameaçados do mundo. O Parque possui a maior população residente desse animal.
O Parque dispõe ainda de centro de visitantes, trilhas interpretativas monitoradas e hospedaria, destinadas a apoiar as atividades de educação ambiental desenvolvidas na unidade.
Sendo os principais atrativos públicos são as trilhas do Morro do Diabo, uma das integrantes do passaporte Trilhas de São Paulo, Perobeiras, Pedro Bill, Lagoa Verde, Ferrovia-Angelim e Cavalgada. O Parque está situado a 11 km do centro da cidade, com acesso pela SPV-28 Rubens Carlos Herling.
Balneário Municipal Sueli Cristina Nifossi di Gesu
As margens do Rio Paranapanema, o local é composto de quiosques com churrasqueira, pia, mesa e bancos, duchas, praia artificial para banho, quadra de futebol de areia, vôlei de areia, parque infantil e rampa para barcos, toda a infraestrutura necessária para garantir momentos agradáveis para famílias e amigos. Localiza-se na Estrada Municipal Sebastião Scapin, s/n.º.

### Feriados
Em Teodoro Sampaio há três feriados municipais, oito feriados nacionais e um feriado estadual (Revolução Constitucionalista de 1932, em 9 de julho). Os feriados municipais são: o aniversário da emancipação político-administrativa (posse da 1ª Câmara Municipal), dia 21 de março; o Dia da Nossa Senhora do Perpétuo Socorro, em 27 de junho; e o dia da padroeira do município Nossa Senhora Aparecida, dia 12 de outubro. De acordo com a Lei Federal n.º 9.093, aprovada em 12 de setembro de 1995, os municípios podem ter no máximo quatro feriados municipais, já incluída a Sexta-Feira Santa.

## Religião
O Cristianismo se faz presente na cidade da seguinte forma:

### Igreja Católica
- A igreja faz parte da Diocese de Presidente Prudente.[21]

### Igrejas Evangélicas
Entre as igrejas protestantes históricas, pentecostais e neopentecostais, encontram-se na cidade:
- Assembleia de Deus Ministério do Belém.[24][25]
- Congregação Cristã no Brasil.[26]